# Max Shachtman
Max Shachtman (10 de setembro de 1904 - 4 de novembro de 1972) foi um teórico marxista norte-americano. 
Figura importante no movimento trotskista norte-americano no início dos anos 1930. Líder da fração minoritária do Socialist Workers Party (SWP). Rompeu com Leon Trotsky sobre a caracterização da União Soviética (se era ou não um Estado Operário ) e formou, em 1940, o Workers Party que posteriormente passou a se chamar Independent Socialist League (ISL). Mais tarde, no final de 1950, o ISL se fundiu no Socialist Party. Shachtman foi editor dos seguintes jornais The Young Worker (1923), Labor Defender (1925), The Militant (1929–34), The New International(1934–1958) e Labor Action (1940–1958) .